# Fort Laramie (Wyoming)
Fort Laramie ist eine Stadt im Goshen County, im östlichen Wyoming in den Vereinigten Staaten. Cheyenne liegt etwa 120 Kilometer südlich, die Stadt Laramie etwa 135 Kilometer südwestlich und Casper etwa 165 Kilometer nordwestlich von Fort Laramie.

## Name
Der Name der Stadt sowie des Armeestützpunkts Fort Laramie stammt von Jacques La Ramee, einem franko-kanadischen Pelzhändler und Mountain Man. La Ramee lebte in den 1820er Jahren in dieser Gegend und starb am später ebenfalls nach ihm benannten Laramie River, nahe dem Ort Fort Laramie.

## Demographie
Das U.S. Census Bureau hat bei der Volkszählung 2020 eine Einwohnerzahl von 206 ermittelt.

## Sehenswürdigkeiten
Etwa drei Kilometer südwestlich der Stadt liegt das historische Fort Laramie, eine etwa um 1830 erbaute militärische Befestigungsanlage, die heute als Fort Laramie National Historic Site vom  National Park Service verwaltet wird.
Der Laramie River mündet nahe der Stadt in den North Platte River.

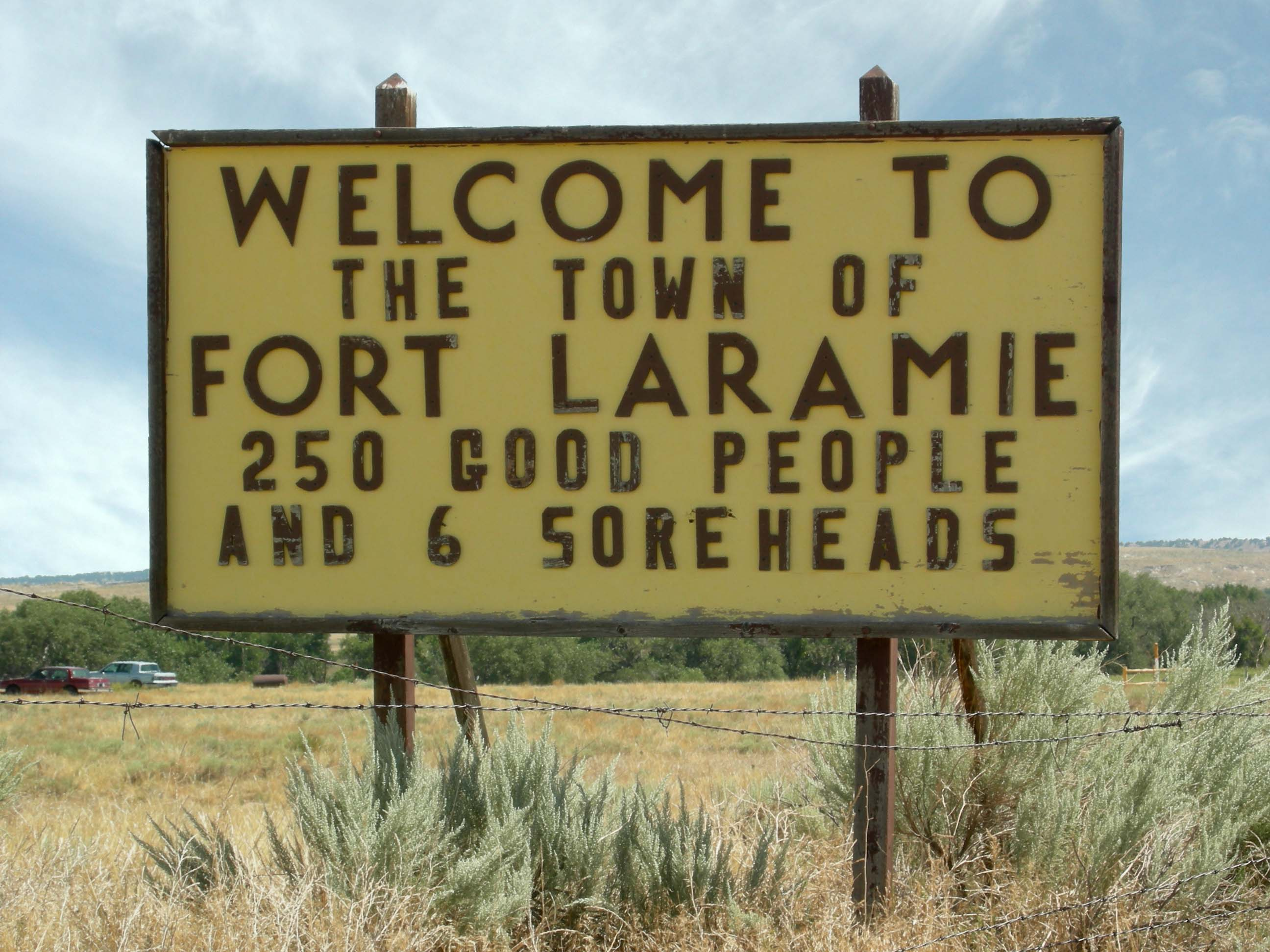
Schild in Fort Laramie

## Persönlichkeiten
- Innis P. Swift (1882–1953), Generalmajor der United States Army